# William Roberto Nava
William Roberto Nava é um paleontólogo, historiador e jornalista formado pela UNESP, que atualmente coordena o Museu Paleontológico de Marília. Participa também da Sociedade Brasileira de Paleontologia (SBP). Além disso, atua como um divulgador científico a nível regional, através de palestras e exposições públicas.
Apesar de não possuir uma pós-graduação específica na área de paleontologia, Nava é conhecido na área por conta de descobertas em trabalhos de campo nos sítios fossilíferos que abarcam diversas cidades no interior do estado de São Paulo, como Presidente Prudente e Marília. Ao menos sete espécies fósseis foram formalmente descritas com base em seus achados, das quais duas homenageiam diretamente o pesquisador, a Adamantinasuchus navae e a Navaornis hestiae.

## Biografia e carreira
William Nava teve seu primeiro achado em 1993. Tratava-se de fósseis de dinossauros do grupo Sauropoda. Dois anos depois, em 1995, descobriu e catalogou os primeiros exemplares fossilizados do gênero Mariliasuchus, descrito posteriormente como Mariliasuchus amarali, pelos paleontólogos brasileiros Ismar de Souza Carvalho e Reinaldo J. Bertini.
No ano 2000, descobriu os primeiros ovos fossilizados de crocodilomorfos do Brasil, além de restos articulados de pequenos anuros.
Em setembro 2004, Nava encontrou os primeiros restos ósseos de aves do Cretáceo brasileiro na região de Presidente Prudente, identificados posteriormente como pertencentes ao grupo dos Enantiornithes. Para a surpresa dos pesquisadores, o sítio em questão abrigava uma expressiva concentração de paleofauna, descoberta com o decorrer das escavações, composta principalmente por vertebrados, destacando-se dinossauros terópodes não avianos (representados por dentes isolados) e aves, crocodilomorfos, lagartos, quelônios, anuros, peixes, e icnofósseis. Em 2017, uma equipe do Museu de História Natural de Los Angeles batizou o sítio por William's Quarry ("Pedreira do William", em inglês), em razão da relevância dos achados e da atuação de Nava nos trabalhos de escavação do local.
Em novembro de 2004, assumiu a coordenação e curadoria do Museu de Paleontologia de Marília, quando este fora inaugurado. O museu é único em todo o Oeste Paulista com exposição permanente de fósseis de dinossauros e outros animais pré-históricos.
Já em 2007 encontrou em Marília minúsculas vértebras articuladas de uma espécie primitiva de lagarto, considerada a segunda ocorrência desse tipo de fóssil na Bacia Bauru. Em 2009, localizou na mesma região os primeiros fósseis de um dos mais completos esqueletos de Titanossauros já descobertos no país, escavados entre 2011 e 2013 em parceria com a UnB e UFRGS.
Em novembro de 2024, um dos trabalhos de Nava estampou a capa da revista científica Nature. Pesquisadores, liderados pela Universidade de Cambridge, no Reino Unido, e pelo Museu de História Natural do Condado de Los Angeles, nos EUA, reconstruíram digitalmente o cérebro de uma ave da Era Mesozoica - que foi chamada de Navaornis hestiae - para determinar as origens evolutivas do cérebro aviário moderno. O fóssil, assim batizado em homenagem à William Nava, foi descoberto por ele em 2016, num sítio arqueológico perto de Presidente Prudente, no interior de São Paulo.

## Reconhecimento
Em 2011, o autor Walcyr Carrasco, roteirista de novelas, visitou as escavações de Nava em Marília e usou sua história como base para o personagem Tiago, da novela "Morde & Assopra", exibida pela TV Globo.